# Cal Ratés (Igualada)
Cal Ratés és un edifici situat al carrer de Santa Maria, 10 d'Igualada (Anoia), catalogat com a bé cultural d'interès local.

## Història
Va ser construït entre 1908 i 1909 per l'arquitecte Isidre Gili i Moncunill per a Marià Ratés i Homs, si bé els plànols foren signats per l'arquitecte municipal Pau Salvat i Espasa.

## Descripció
Consta de planta baixa comercial i dos pisos. La façana principal del carrer de Santa Maria és tota de carreus. La rimositat dels arcs de la planta baixa es repeteix en les obertures del segon pis, mentre que les formes agudes de les llindes escalonades de la galeria del primer pis són utilitzades novament en els merlets que coronen la façana, presentant una alternança de formes de tipus vertical. Té una torre-tribuna lateral de forma circular i coronada amb un pinacle, coberta de ceràmica vidriada de colors groc-vermell. La façana posterior de la plaça de Sant Miquel té tres pisos, amb set obertures cada pis en forma de balcó d'ampit, separats per pilastres i amb llindes escalonades, acabada amb merlets coronats amb pinacles de ceràmica de color verd. Està, també, flanquejada per una torre-tribuna. És tota ella de totxo vist.